# Uwe Cremer

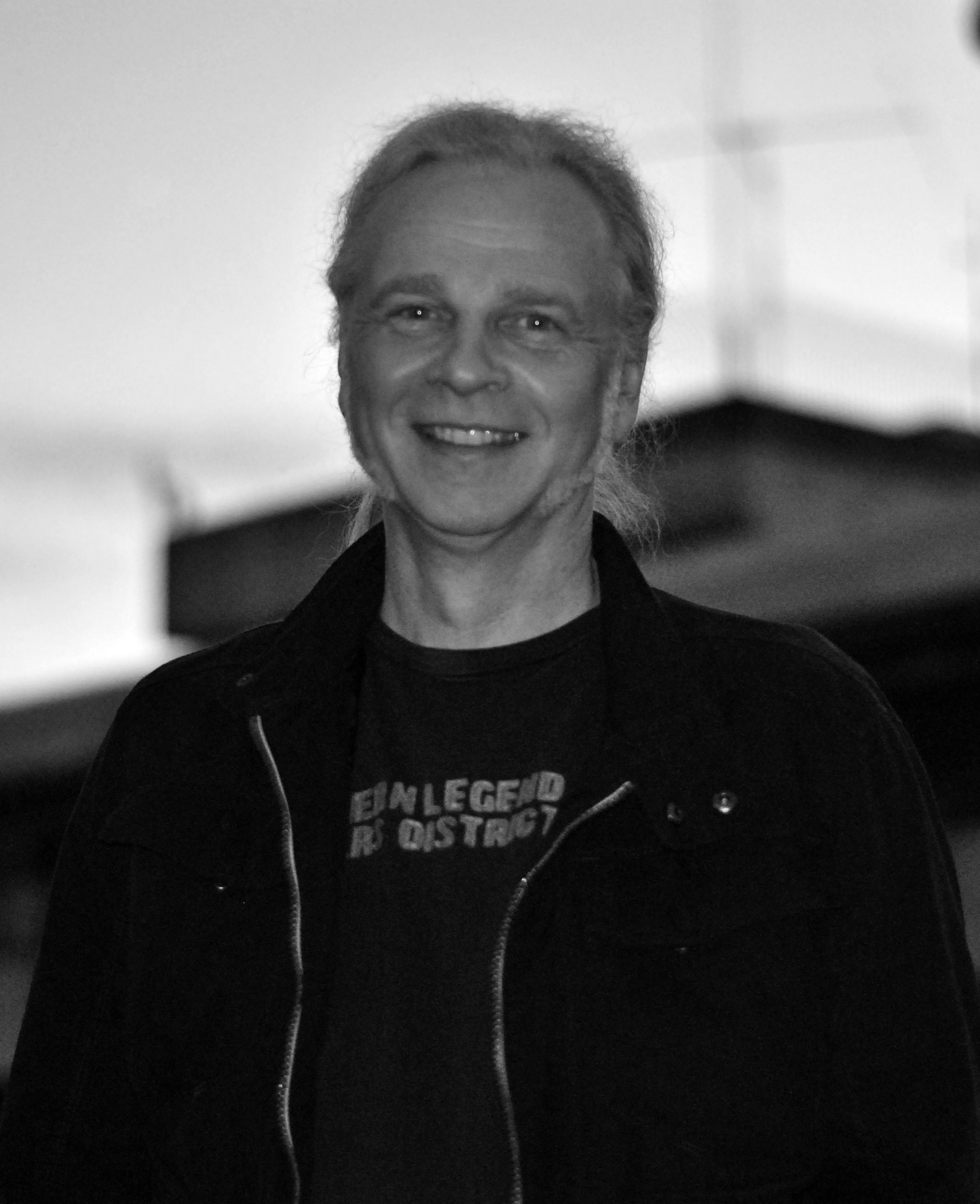

Uwe Cremer (* 1965 in Düsseldorf) ist ein deutscher Musiker, der heute in Köln lebt und seine CDs meistens unter dem Namen Level π veröffentlicht. Seine Musik bewegt sich zwischen gitarrengetriebenem Rock, Krautrock und klassischer elektronischer Musik der Berliner Schule. In seine neueren Produktionen fließen auch Elemente aus Post-Punk und Gothic Rock bis hin zum Trip-Hop ein.

## Geschichte
Uwe Cremer wuchs in den 1970er und frühen 1980er Jahren auf, einer Zeit der musikalischen Vielfalt und Veränderungen. Als er mit neun Jahren Kraftwerks Kometenmelodie II und Autobahn hörte, legte dies den Grundstein seiner bis heute anhaltenden Liebe zum Krautrock und zur elektronischen Musik. Weitere wichtige Einflüsse sind Artrock, Progressive Rock, New Wave, Post-Punk und Gothic Rock der frühen 1980er Jahre.
Im Alter von dreizehn Jahren brachte Uwe Cremer sich das Gitarrespielen bei und jammte regelmäßig mit Freunden auf der akustischen Gitarre. Der Besuch eines Pink-Floyd-Konzerts 1988 hinterließ einen tiefen Eindruck bei ihm. Nach dem Auftritt besorgte er sich eine elektrische Gitarre und konzentrierte sich auf das Solospiel. In den Neunzigern spielte er für kurze Zeit in einer Band. Er begann eigene Stücke zu schreiben und mit Sounds, unter anderem von seinem alten Commodore 64, zu experimentieren.
Zur Mitte der 1990er Jahre verschlug es ihn nach Köln. Ohne Band in einer neuen Stadt besorgte er sich ein Keyboard, um den Background für seine Gitarre zu schaffen. Seine Ideen nahm er mit dem Computer auf. Bald benutzte Uwe Cremer den Rechner nicht nur als Bandmaschine und Mischpult, sondern dank diverser Software auch als Instrument. In den folgenden Jahren produzierte er privat drei Alben unter dem Namen PSR. Seit 2006 veröffentlichte er seine Musik als Level π. Der Projektname entstand zufällig, als Uwe Cremer mit einer Freundin das Cover für seine erste CD entwarf. Die beiden arbeiteten an einem surrealistischen Bild mit einer weiten Ebene, in die Uwe Cremer, einer Eingebung folgend, den griechischen Buchstaben π (gesprochen Pi) zeichnete.

## Musik
Die erste CD von Level π, Entrance, erschien 2006 auf Garden of Delights. Inspiriert durch Bands wie Pink Floyd, vor allem aber durch die Klangskulpturen deutscher Krautrockbands, setzte Uwe Cremer sich zum Ziel, die Stimmung dieser experimentierfreudigen Zeit wieder aufleben zu lassen. Entrance zeichnet sich aus durch lange Gitarrensoli, gepaart mit elektronischer Musik der Berliner Schule. Uwe Cremer sieht seine Musik "als eine Hommage an die Zeit, als der Krautrock noch jung war und Pink Floyd noch Musik geschrieben haben".
Uwe Cremers Liebe zur elektronischen Musik der 1970er Jahre bestimmte sein zweites Album Electronic Sheep, erschienen im Jahr 2009 auf Dreaming, einem Unterlabel von Musea, dem französischen Label für progressiven Rock. Sequenzer und Synthesizer bestimmten dieses Mal die Musik; die Gitarre setzte nur Akzente im Hintergrund. Inspiriert wurden die Stücke durch die Musik von Klaus Schulze, Jean-Michel Jarre, aber auch von experimentellen Bands aus der Krautrock-Ära wie Cluster.
Auf dem dritten Album Dunkelstunde rückte die Gitarre wieder in den Vordergrund. Die Babyblauen Seiten schreiben über das Album: "Sphärisch schwebende Tastenklänge, manchmal noch mit kräftiger Orgel kombiniert, bilden die Grundlage der Musik, darüber soliert die Gitarre in bester David-Gilmour-Manier, gelegentlich aber auch mit ordentlich rockenden Einsätzen. Da fühlt man sich von der ersten Minute an in die weiten Sphären des Alls gehoben (auch wenn nicht alle Stücke von „spaciger“ Thematik sind), wird von schwebenden Elektronik-Klängen sanft gewogen, während die Gitarren elegisch aufjaulen, oder man wird von kräftigen Riffs und gleißend spacerockigen Soli in noch höhere Sphären katapultiert."
Uwe Cremers viertes Album This Burning Part of me (EP, 2016 bei Reptile Music erschienen) ist stark von seiner Leidenschaft für Gothic Rock geprägt. Auf der EP verbindet Uwe Cremer die Stimmung des British Underground der frühen 1980er Jahre mit Elementen des Krautrock und Artrock. Basslinien und Gitarre übernehmen die Führung und lösen die Sequencer à la Berliner Schule ab. Auf diesem Album arbeitete Uwe Cremer bei drei Tracks mit dem Sänger Timothy Smith zusammen.
Elektronische Philosophie ist der Titel des fünften Albums, erschienen 2020 bei Timezone Records. Die Musik ist eine ausgewogene Mischung aus progressivem Krautrock und Berliner Schule. Im Sinne einer modernen Variante des Krautrocks experimentierte Cremer bei einzelnen Stücken mit Trip Hop Loops, Samples und Breakbeats. Das Rockmagazin Eclipsed reihte die CD in die Top 10 des Neokraut ein. Ausschnitte des Albums sind im Soundtrack des Kurzfilms The Creature from Epping Forest von Rodrig Andrisan (erschienen 2024) zu hören.

## Kollaborationen mit anderen Musikern
2009 spielte Uwe Cremer Gitarre auf dem Stück Aqual Measure des gleichnamigen Albums von Dave Pearson alias Computerchemist. Zusammen mit dem Schlagzeuger Zsolt Galántai veröffentlichten sie 2013 unter dem Namen Audio Cologne Project das Album 2911. Außerdem arbeitete Uwe Cremer mit dem schwedischen Filmmusiker Thomas Rydell zusammen. Unter ihrem Namen sind bisher zwei Alben erschienen: Sirius Singularity (2012) und Time Trilogy (2016). Auszüge aus Time Trilogy verwendet der schwedische Filmemacher Micke Engström in seiner Dokumentation über den Künstler Hans Arnold. Jamsessions mit dem Musiker Andreas Baaden sind 2019 auf der CD Aufbruch von Baaden/Cremer auf MellowJet Records veröffentlicht worden.

## Diskographie
Als Level π:
- 2006 – Entrance (Album, auf Garden of Delights)
- 2009 – Electronic Sheep (Album, auf Dreaming, Sublabel von Musea)
- 2012 – Dunkelstunde (Album, Eigenvertrieb)
- 2015 – This Burning Part of Me (CD-EP, auf Reptile Music)
- 2020 – Elektronische Philosophie (Album, auf Timezone Records)
- 2025 – Elektronische Klänge (CD, auf Timezone Records)

Kollaborationen:
- 2009 – Computerchemist: Aqual Measure (spielte Gitarre auf dem Titeltrack aus dem Album „Aqual Measure“, auf Terrainflight)
- 2012 – Uwe Cremer/Thomas Rydell: Sirius Singularity (Album, auf ThomasRydellMusic)
- 2013 – Audio Cologne Project: 2911. (Album mit Dave Pearson, auf Terrainflight)
- 2016 – Uwe Cremer/Thomas Rydell: Time Trilogy (Album, auf ThomasRydellMusic)
- 2019 – Baaden/Cremer: Aufbruch (Album mit Andreas Baaden, auf MellowJet Records)
- 2022 – Baaden/Cremer: Rheinlandlichter (digitale EP mit Andreas Baaden, auf Bandcamp)

Compilations (Auswahl):
- 2007 – Psychedelic Underground 13 mit „Hubbles Dream – Dream without End“
- 2010 – Schallplatte 12 von Schallwende e.V. mit „Kiso-Valley“
- 2014 – Son of Kraut von Sireena Records mit „Black Rabbit“
- 2018 – Intergalactic Moonloonies Invade Mushroom Hill vol. 2 von Aquarian Moons (US) mit „Dunkelstunde“
- 2021 – The Art of Sysyphus 114 (Heft-CD in Eclipsed Nr. 231) mit "Nachtfahrt"